# مایو ایکجیری
مایو ایکجیری (انگلیسی: Mayu Ikejiri؛ زادهٔ ۱۹ دسامبر ۱۹۹۶) بازیکن فوتبال است که در تیم ملی فوتبال زنان ژاپن بازی کرده‌است.